# Рожны (Летичевский район)
Рожны (укр. Рожни) — село в Летичевском районе Хмельницкой области Украины.
Население по переписи 2001 года составляло 300 человек. Почтовый индекс — 31361. Телефонный код — 3857. Занимает площадь 1,171 км². Код КОАТУУ — 6823083302.

## Местный совет
31523, Хмельницкая обл., Летичевский р-н, с. Кудинка, ул. Набережная, 7